# Caniço
Caniço je město a farnost v okresu Santa Cruz na portugalském ostrově Madeira. V roce 2005 byla farnost povýšena na město. V roce 2021 zde žilo 24 046 stálých obyvatel.

## Geografie a ekonomika

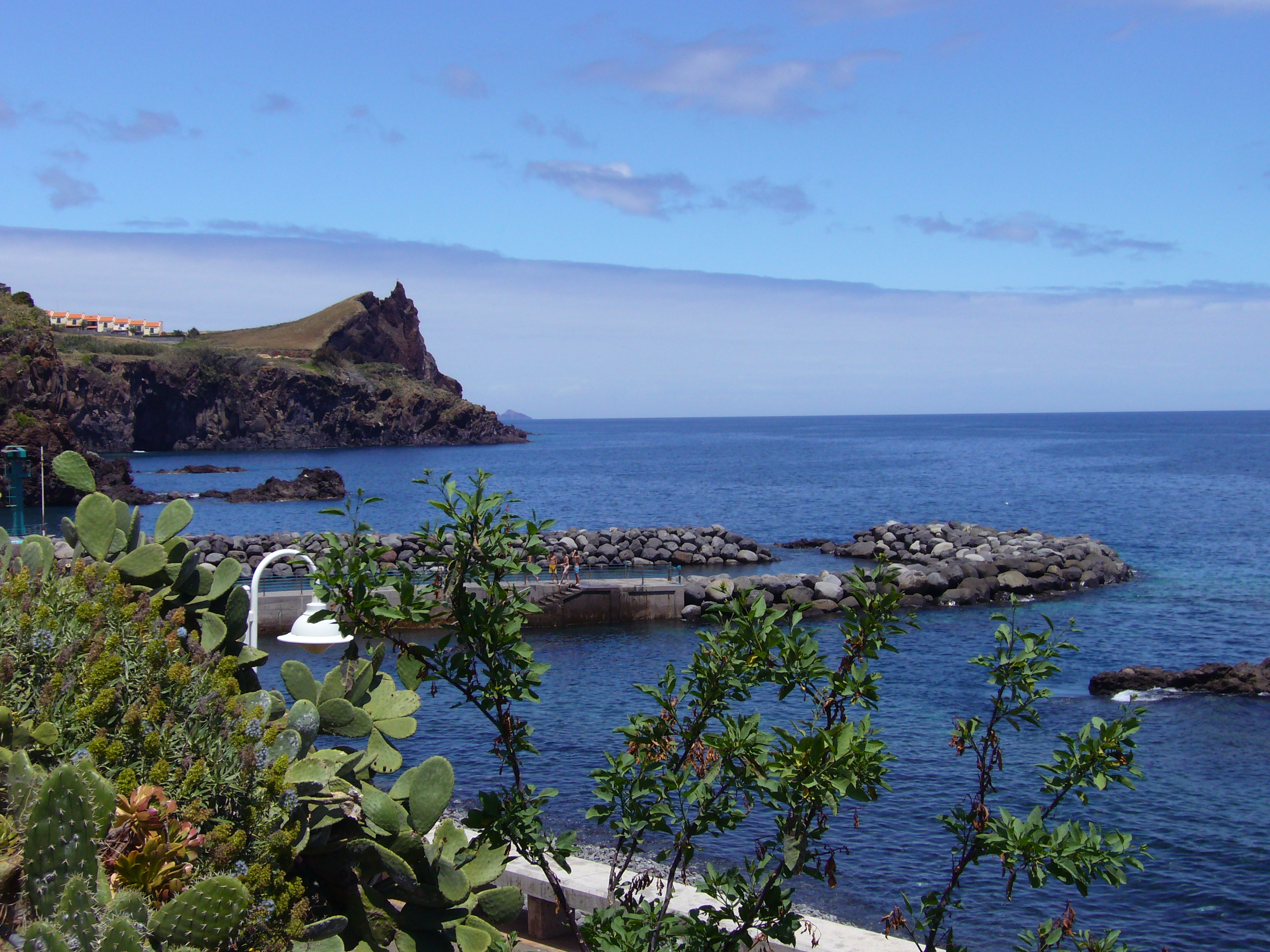
Pobřeží v Caniço de Baixo – pohled na východ. Zcela vzadu je vidět Ponta de São Lourenço

Osídlení je rozptýleno v několika místních částech a samostatných osadách v nadmořské výšce od 0 do 400 m n. m (město samotné ve výšce 230 m n. m). Obyvatelé města jsou zaměstnaní převážně v zemědělství.
Na západě Caniço téměř sousedí s Funchalem (dělí je asi 6 km po dálnici), na severu se Santo António da Serra. Na jihu sahá k pobřeží Atlantského oceánu. Pobřežní část s hotely se nazývá Caniço de Baixo. Z hor správní oblastí města protékají dva potoky.